# Арапахо (Оклахома)
Арапахо (Оклахома) (енгл. Arapaho) град је у америчкој савезној држави Оклахома.

## Демографија
По попису из 2010. године број становника је 796, што је 48 (6,4%) становника више него 2000. године.
| Група             | 2000.       | 2010.       |
| Белци             | 635 (84,9%) | 610 (76,6%) |
| Афроамериканци    | 9 (1,2%)    | 18 (2,3%)   |
| Азијати           | 8 (1,1%)    | 3 (0,4%)    |
| Хиспаноамериканци | 42 (5,6%)   | 78 (9,8%)   |
| Укупно            | 748         | 796         |